# Liste de mines d'or au Canada
Voici une liste de mines d'or situées au Canada, triée par provinces et territoires. Les mines marquées d'un astérisque (*) sont celles dont l'or est une production secondaire.

## Liste

### Alberta
| mine                 | coordonnées | ville Alberta | propriétaire Julien Valentin Poupouet | dates 02/09/2004 | notes |
| mine Lost Lemon (en) |             |               |                                       |                  |       |

### Colombie-Britannique
| mine                            | coordonnées                      | ville      | propriétaire | dates     | notes                          |
| mine Blue Hawk (en)             | 49° 59′ 02″ N, 119° 30′ 30,59″ O | Kelowna    |              | 1934      | produit également de l'argent. |
| Bralorne (en)                   | 50° 46′ 29″ N, 122° 48′ 52″ O    | Ogden (en) |              | ????-1971 |                                |
| mine Hedley Mascot (en)         |                                  |            |              |           |                                |
| mine perdue de Jolly Jack (en)  |                                  |            |              |           |                                |
| mine Kemess (en)                |                                  |            |              |           |                                |
| mine Pioneer (en)               | 50° 45′ 34″ N, 122° 46′ 47″ O    | Ogden (en) |              | 1920-1960 |                                |
| mine Pitt Lake's Lost Gold (en) |                                  |            |              |           |                                |

### Nouveau-Brunswick
| mine                   | coordonnées | ville | propriétaire | dates | notes |
| mine Murray Brook (en) |             |       |              |       |       |

### Nouvelle-Écosse
| mine             | coordonnées | ville | propriétaire             | dates | notes |
| Catcha Lake (en) |             |       | Acadian Gold Corporation | 1882  |       |

### Ontario
| mine                         | coordonnées                        | ville      | propriétaire | dates                           | notes                                                                            |
| mine Barton (en)*            | 47° 07′ 08,75″ N, 79° 47′ 09,58″ O | Temagami   |              | 1906-1918                       | produit également de l'argent, du cuivre et du bismuth.                          |
| mine Beanland (en)           | 47° 05′ 28,71″ N, 79° 49′ 30,83″ O | Temagami   |              | 1937-1938                       | produit également de l'argent.                                                   |
| mine Big Dan (en)            | 47° 05′ 28,53″ N, 79° 46′ 28,95″ O | Temagami   |              | 1906-1907                       | produit également de l'argent et de l'arsenic.                                   |
| mine Copperfields (en)*      | 46° 57′ 44,41″ N, 80° 02′ 13,67″ O | Temagami   |              | 1954-1972                       | produit également du cobalt, du nickel, du palladium, du platine et de l'argent. |
| mine Dome (en)               |                                    | Timmins    |              |                                 |                                                                                  |
| mine Golden Giant (en)       |                                    | Hemlo (en) |              | 1985-2006                       |                                                                                  |
| mine Hermiston-McCauley (en) | 47° 05′ 54,3″ N, 79° 49′ 38,18″ O  | Temagami   |              | 1935-1940                       |                                                                                  |
| mine Kanichee (en)*          | 47° 06′ 13,07″ N, 79° 50′ 38,63″ O | Temagami   |              | 1937-1948, 1948-1949, 1973-1976 | produit également du palladium, de l'argent et du platine.                       |
| mine Leckie (en)             | 47° 05′ 36,34″ N, 79° 47′ 48,68″ O | Temagami   |              | ~1900-1909, 1933-1937           | produit également de l'arsenic, du cuivre et de l'argent.                        |
| mine McIntyres (en)          |                                    |            |              |                                 |                                                                                  |
| mine Norrie (en)*            | 47° 06′ 59,59″ N, 79° 46′ 27,63″ O | Temagami   |              | avant 1920                      | produit également du plomb, du zinc et de l'argent.                              |
| mine Northland Pyrite (en)*  | 47° 10′ 26,24″ N, 79° 44′ 34,45″ O | Temagami   |              | 1906-1911                       | produit également du cobalt, du cuivre, du zinc et du nickel.                    |
| mine Red Lake (en)           |                                    | Red Lake   |              |                                 |                                                                                  |
| mine Temagami-Lorrain (en)   | 47° 06′ 39,79″ N, 79° 40′ 58,2″ O  | Temagami   |              | avant 1912                      | produit également du cobalt, de l'arsenic, de l'argent, du nickel et du cuivre.  |

### Québec
| mine                   | coordonnées                  | ville         | propriétaire         | dates                                                        | notes |
| Mine Canadian Malartic | 48° 06′ 43″ N, 78° 07′ 51″ O | Malartic      | Agnico Eagle Mines   |                                                              | activités prévues jusqu'en 2029                                                                                                   |
| Mine Casa Berardi      | 48° 50′ 27″ N, 79° 10′ 50″ O | La Sarre      | Hecla Mining Company |                                                              | mine souterraine et à ciel ouvert à 95 km au nord de La Sarre.                                                                    |
| Éléonore               | 52° 41′ 55″ N, 76° 03′ 28″ O | Eeyou Istchee | Newmont Mining       | 2015-                                                        | En 2011, la communauté de Wemindji, le Grand conseil des cris et le Gouvernement de la nation crie signent l'entente Opinagow.    |
| Mine Goldex            | 48° 05′ 33″ N, 77° 51′ 47″ O | Val-d'Or      | Agnico Eagle Mines   | 2013-2031                                                    | Projet satellite Akasaba Ouest depuis juillet 2022. Le minerai est traité à l’usine de traitement de Goldex depuis novembre 2023. |
| Mine Lamaque           | 48° 04′ 45″ N, 77° 44′ 21″ O | Val-d'Or      | Eldorado Gold        | 2019-2033                                                    | Première mine québécoise à acquérir un camion minier électrique d'une capacité de chargement de 50 tonnes.                        |
| Mine LaRonde           | 48° 14′ 55″ N, 78° 26′ 28″ O | Preissac      | Agnico Eagle Mines   | Exploitation commerciale: 1988 Durée de vie de la mine: 2036 | Le puits Penna atteint 2,2 km de profondeur et constitue le puits à remontée unique le plus profond de l’hémisphère occidental.   |
| Mine Westwood          | 48° 15′ 30″ N, 78° 31′ 29″ O | Preissac      | Iamgold              | 2013-                                                        | La mine Westwood a une profondeur de 1,8 km et une largeur d’environ 2 km.                                                        |

### Territoires du Nord-Ouest
| mine                        | coordonnées                   | ville       | propriétaire                          | dates                | notes |
| mine Beaulieu (en)          | 62° 26′ 32″ N, 114° 23′ 51″ O | Yellowknife |                                       | 1947-1948            | |
| mine Burwash (en)           | 62° 24′ N, 114° 24′ O         | Yellowknife |                                       | 1934-????            | A une certaine importance historique en contribuant à maintenir la fièvre de l'or dans la région et à établir Yellowknife comme communauté nordique viable. |
| mine Camlaren (en)          |                               |             | Mining Corporation of Canada, Limited | 1963-1991            | fait désormais partie du Gordon Lake Project. |
| mine Colomac (en)           | 64° 12′ 00″ N, 116° 01′ 11″ O |             | gouvernement du Canada                | 1990–1992, 1994-1997 | |
| mine Con (en)               |                               |             |                                       |                      | |
| mine Discovery (en)         |                               |             |                                       |                      | |
| Mine Giant                  |                               |             |                                       |                      | |
| mine Lost McLeod (en)       |                               |             |                                       |                      | |
| mine Negus (en)             |                               |             |                                       |                      | |
| mine Outpost Island (en)    |                               |             |                                       |                      | |
| mine Ptarmigan and Tom (en) |                               |             |                                       |                      | |
| mine Ruth (en)              |                               |             |                                       |                      | |
| mine Salmita (en)           |                               |             |                                       |                      | |
| mine Thompson-Lundmark (en) |                               |             |                                       |                      | |
| mine Tundra (en)            |                               |             |                                       |                      | |

### Nunavut
| mine            | coordonnées                  | ville                    | propriétaire   | dates | notes |
| mine Lupin (en) | 65° 45′ N, 111° 15′ O        |                          | Echo Bay Mines |       |       |
| Mine Meadowbank | 65° 01′ 07″ N, 96° 04′ 26″ O | Qamani'tuaq (Baker Lake) | Agnico-Eagle   |       |       |